# 스코틀랜드 독립 2차 국민투표
두 번째 스코틀랜드 독립 국민투표는 2016년 영국 유럽 연합 회원국 국민투표 이후 스코틀랜드인이 요구하는 두 번째 스코틀랜드 독립 국민투표다. 2014년 스코틀랜드 독립 국민투표에서 영국정부는 스코틀랜드가 독립하면 유럽연합 회원국이 될 수 없다고 주장했다. 이 주장은 스코틀랜드인 상당수가 막판에 독립 찬성에서 반대로 선회하는데 큰 영향을 끼쳤다. 그런데 오히려 영국이 유럽연합을 탈퇴하면서 오히려 스코틀랜드가 스코틀랜드인의 의사에 반하여 유럽 연합에서 이탈하게 되었다. 그래서 스코틀랜드 국민당 등에서는 두 번째 국민투표를 요구하고 있다.

## 같이 보기
- 스코틀랜드 독립운동